# یوزابید
یوزابید (انگلیسی: Jozabed؛ زادهٔ ۸ مارس ۱۹۹۱) بازیکن فوتبال اهل اسپانیا است.
از باشگاه‌هایی که در آن بازی کرده‌است می‌توان به باشگاه فوتبال سلتاویگو، باشگاه فوتبال پومفرادینا، باشگاه فوتبال رایو وایکانو، و باشگاه فوتبال فولام اشاره کرد.